# 凯特·泰勒
凯特·玛丽亚·泰勒（英語：Kate Maria Taylor；2003年10月21日—），新西兰女子足球运动员，司职后卫，目前效力于Dijon和新西兰国家女子足球队。她曾代表新西兰参加2024年夏季奥林匹克运动会女子足球比赛。